# Criminal Tribes Act

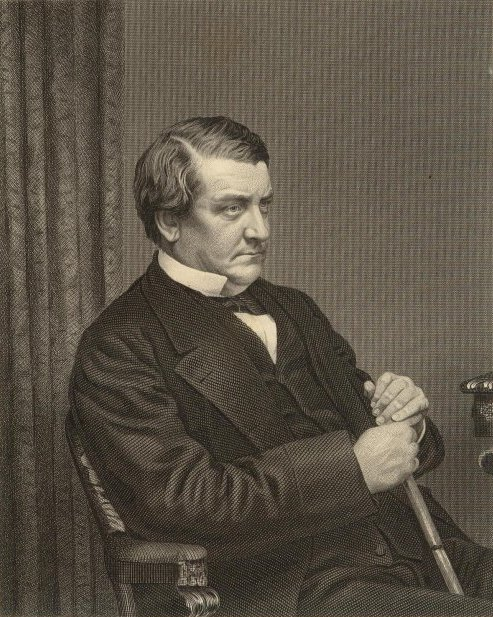
Richard Bourke, 6. Earl of Mayo und Generalgouverneur und Vizekönig von Indien, der 1871 den Criminal Tribes Act in Kraft setzte

Mit dem Criminal Tribes Act (CTA) oder Erlass über gemeingefährliche Stämme wird eine Gesetzesgebung in Britisch-Indien bezeichnet, die sich über mehrere Jahrzehnte entwickelt hatte. Sie nahm 1871 ihren Anfang und fand zuerst in nordindischen Fürstenstaaten Anwendung. Mit dem CTA wurden alle nomadisch lebenden Völker im jeweiligen Geltungsbereich für kriminell erklärt. Es erhielt nach und nach Zusätze, die 1924 zu einem einzigen Gesetz integriert wurden, und wurde für immer mehr Regionen verpflichtend. Nach der Unabhängigkeit Indiens wurde der CTA aufgehoben.
Der Generalgouverneur und Vizekönig von Indien Richard Bourke, 6. Earl of Mayo stimmte als Oberhaupt der dortigen britischen Kolonialverwaltung dem CTA am 12. Oktober 1871 zu. Die nomadisch lebenden Volksgruppen, die mit Kleinhandel und Handwerk sowie als Akrobaten, Tänzer und Musiker ihr Einkommen fanden und bei der sesshaften Bevölkerung ein gutes Ansehen hatten,  wurden in einem Register erfasst, von Natur aus als kriminell angesehen und entsprechend behandelt. Solche Völker wie zum Beispiel die Banjaras, Lambadis oder Kuravas  durften nur noch in bestimmten Gebieten ihrer traditionellen Lebensweise nachgehen, mussten sich regelmäßig bei der Polizei melden und konnten ohne Vollziehungsbefehl in Haft genommen werden. Kinder im Alter von sechs bis 18 Jahren wurden von ihren Eltern getrennt und in Erziehungsheime gegeben. Das schon vor dem CTA bestehende forstrechtliche Verbot, ihr Vieh in den Wäldern grasen zu lassen und dort Bambus und Laub zu sammeln, und die zunehmende Erschließung Indiens durch die Eisenbahn, was die Nachfrage nach ihren Dienstleistungen und Produkten erheblich einschränkte, hatte sie bereits in den Jahren vor 1871 zusehends marginalisiert.
Zuerst galt es nur in den nordindischen Fürstenstaaten wie z. B. Avadh, Khyber Pakhtunkhwa und dem heutigen Uttar Pradesh. 1876 wurde das CTA in Bengalen eingeführt und zuletzt 1911 in Madras. Im Jahr 1947, als Indien seine Unabhängigkeit erreichte und den CTA, den Jawaharlal Nehru, der erste indische Ministerpräsident, eine Schande für jede zivilisierte Nation nannte, aufhob, hatten 13 Millionen Inder der Überwachung durch dieses Gesetz unterlegen. Kurz darauf trat an Stelle des CTA eine abgemilderte, aber inhaltlich vergleichbare Bestimmung, der Habitual Offenders Act oder Erlass über Gewohnheitstäter, der die Stigmatisierung der nomadisch lebenden Bevölkerung fortsetzte.
Die hinter dem Erlass des CTA stehende Motivation wird unterschiedlich eingeschätzt. Zum einen wird der Biologismus des ausgehenden 19. Jahrhunderts mit Vertretern wie Cesare Lombroso und seiner Lehre vom geborenen Verbrecher dafür verantwortlich gemacht, andere sehen darin eine Reaktion der Kolonialmacht, aus deren Sicht das Nomadentum kein gesetzmäßiges Mittel zum Lebensunterhalt darstellte, auf den Indischen Aufstand von 1857, an dem sich vor allem im Norden nomadische Stammesführer beteiligt hatten.